# 7 î.Hr.
Anul 7 î.Hr. (VII î.Hr.) a fost un an obișnuit al calendarului iulian